# Mirko Hrgović
Mirko Hrgović (Sinj, Croàcia, 5 de febrer de 1979) és un futbolista de Bòsnia i Hercegovina. Va disputar 29 partits amb la selecció de Bòsnia i Hercegovina.